# Chinese Taipei Grand Prix
Der Chinese Taipei Grand Prix (auch Chinese Taipei Masters Grand Prix oder Chinese Taipei Masters) war eine offene internationale Badminton-Meisterschaft von Taiwan in Taipeh. Die Titelkämpfe fanden 2015 und 2016 statt. Der Chinese Taipei Grand Prix gehörte dem BWF Grand Prix an und war nach den Chinese Taipei Open das bedeutendste Badminton-Turnier in Taiwan.

## Die Sieger
| Saison | Herreneinzel     | Dameneinzel | Herrendoppel                                   | Damendoppel                                     | Mixed                                    |
| ------ | ---------------- | ----------- | ---------------------------------------------- | ----------------------------------------------- | ---------------------------------------- |
| 2015   | Sony Dwi Kuncoro | Lee Jang-mi | Markus Fernaldi Gideon Kevin Sanjaya Sukamuljo | Anggia Shitta Awanda Ni Ketut Mahadewi Istarani | Ronald Alexander Melati Daeva Oktavianti |
| 2016   | Sourabh Varma    | Ayumi Mine  | Fajar Alfian Muhammad Rian Ardianto            | Yuki Fukushima Sayaka Hirota                    | Tang Chun Man Tse Ying Suet              |